# Глядино (Ленинградская область)
Гля́дино (фин. Läätinä) — деревня в Ропшинском сельском поселении Ломоносовского района Ленинградской области.

## История
Впервые упоминается в Писцовой книге Водской пятины 1500 года как деревня Гляденец в Кипенском погосте Копорского уезда.
Затем как пустошь Glädena Ödhe в Кипенском погосте в шведских «Писцовых книгах Ижорской земли» 1618—1623 годов.
На карте Ингерманландии А. И. Бергенгейма, составленной по шведским материалам 1676 года, она обозначена как деревня Glädina.
На шведской «Генеральной карте провинции Ингерманландии» 1704 года — как деревня Glädina bÿ при мызе Glädina hof.
Деревня Глядина нанесена на «Географическом чертеже Ижорской земли» Адриана Шонбека 1705 года.
Как деревня Лядицкое она упомянута на карте Ингерманландии А. Ростовцева 1727 года.
Затем снова появляется на карте Санкт-Петербургской губернии 1792 года А. М. Вильбрехта как Глядина.
На карте Санкт-Петербургской губернии Ф. Ф. Шуберта 1834 года обозначена деревня Глядина, состоящая из 61 крестьянского двора. В деревне была водяная мельница.

ГЛЯДИНА — мыза и деревня принадлежат генерал-лейтенанту Берхману, число жителей по ревизии: 180 м. п., 190 ж. п. (1838 год)

В пояснительном тексте к этнографической карте Санкт-Петербургской губернии П. И. Кёппена 1849 года она записана как деревня Klätinä (Глядина, Лядина) и указано количество её жителей на 1848 год: савакотов — 17 м. п., 23 ж. п., всего 40 человек, русских — 288 человек. Ингерманландцы относились к лютеранскому приходу Ропсу.
Согласно 9-й ревизии 1850 года деревня Глядино принадлежала помещику Александру Петровичу Берхману.
Согласно карте профессора С. С. Куторги 1852 года деревня называлась Глядино и состояла из 61 двора.

ГЛЯДИНО — деревня Красносельской удельной конторы Шунгуровского приказа, по просёлочной дороге, число дворов — 47, число душ — 147 м. п. (1856 год)

Согласно «Топографической карте частей Санкт-Петербургской и Выборгской губерний» в 1860 году деревня Глядино состояла из 47 крестьянских дворов. В деревне находилась: Дача её величества государыни императрицы, дом мельника, рига и постоялый двор.

ГЛЯДИНО — деревня удельная при пруде, число дворов — 50, число жителей: 160 м. п., 170 ж. п. (1862 год)

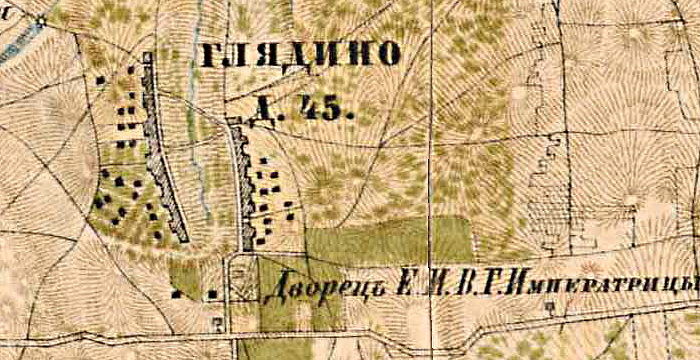
План деревни Глядино. 1885 год

В 1885 году деревня Глядино насчитывала 45 дворов. В деревне была водяная мельница и Дворец Е.И.В.Г. Императрицы.
Сборник Центрального статистического комитета описывал её так:

ГЛЯДИНА (ЛЯДИНА) — деревня бывшая удельная, дворов — 49, жителей — 324; Лавка. (1885 год)

В конце XIX века деревня входила в состав Ропшинской волости 1-го стана Петергофского уезда Санкт-Петербургской губернии, в начале XX века — 2-го стана. По приходским данным население деревни было смешанным — финско-русским.
К 1913 году количество дворов в деревне Глядино увеличилось до 57. В деревне находился Чайный дворец.
С 1917 по 1923 год деревня Глядино входила в состав Глядинского сельсовета Кипено-Ропшинской волости Петергофского уезда.
С 1923 года в составе Ропшинской волости Троцкого уезда.
С 1924 года в составе Ропшинского сельсовета.
Согласно данным переписи населения СССР 1926 года в деревне Глядино проживали 393 человека — большинство русские, а также финны-ингерманландцы и эстонцы.
С 1927 года в составе Урицкого района.
В 1928 году население деревни Глядино также составляло 398 человек.
С 1930 года в составе Ленинградского Пригородного района.

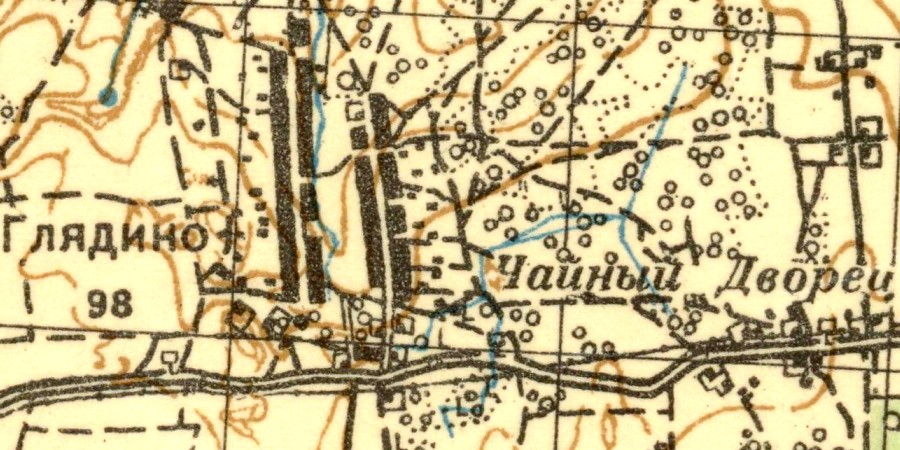
План деревни Глядино. 1931 год

Согласно топографической карте 1931 года деревня насчитывала 98 дворов, в деревне находился Чайный Дворец.
По данным 1933 года деревня называлась Гладино и входила в состав Ропшинского сельсовета Ленинградского Пригородного района.
С 1936 года в составе Красносельского района.
Деревня была освобождена от немецко-фашистских оккупантов 19 января 1944 года.
С 1955 года в составе Ломоносовского района.
С 1963 года в составе Гатчинского района.
С 1965 года вновь в составе Ломоносовского района. В 1965 году население деревни Глядино составляло 262 человека.
По данным 1966, 1973 и 1990 годов деревня Глядино входила в состав Ропшинского сельсовета.
В 1997 году в деревне Глядино Ропшинской волости проживали 110 человек, в 2002 году — 83 человека (русские — 92 %).
В 2007 году в деревне Глядино Ропшинского СП — 125 человек.

## География
Деревня расположена в юго-восточной части района на автодороге 41К-015 (Анташи — Красное Село), дублёре федеральной автодороги А180 (E 20) «Нарва», в месте примыкания к ней автодороги 41К-274 (Ропша — Оржицы), к западу от административного центра поселения посёлка Ропша.
Расстояние до административного центра поселения — 6 км.
Расстояние до ближайшей железнодорожной станции Красное Село — 30 км.
Через деревню протекает река Шингарка.

## Демография
| 1862 | 2002 | 2007 | 2010 | 2017 |
| ---- | ---- | ---- | ---- | ---- |
| 330  | ↘83  | ↗125 | ↘102 | ↗112 |

## Улицы
Верхняя, Виноградный переулок, Крайняя, Липовая, Нижняя, Придорожный переулок, Родниковая, Средний переулок, Угловой переулок.

## Садоводство
Глядино.